# Konzert für Orchester
Konzert für Orchester ist der Titel verschiedener musikalischer Werke. Obwohl ein Konzert üblicherweise ein musikalisches Werk für ein oder mehrere Soloinstrumente ist, die dem Orchester gegenübergestellt werden, haben verschiedene Komponisten Werke mit dem Titel Konzert für Orchester verfasst, der auf den ersten Blick als Widerspruch in sich selbst erscheint. Dieser Titel wird üblicherweise gewählt, um die solistische und virtuose Behandlung von Orchesterinstrumenten zu unterstreichen.
Die Bezeichnung trat erst im 20. Jahrhundert auf, als es die Komponisten für wichtig hielten, jedem Instrument eine obligate Funktion zu geben, erstmals bei Hindemith (1925). Man kann also nicht sagen, ein Konzert für Orchester sei eine Sinfonie mit anderem Namen, es kann sogar kammermusikalischen Charakter haben (vgl. Arnold Schönberg, Kammersinfonie op. 9).
Eine verwandte musikalische Werkgattung im Barock und der Klassik ist die Sinfonia concertante.
Das bekannteste Konzert für Orchester ist das von Béla Bartók (1943), obwohl der Titel schon verschiedentlich vor diesem Werk verwendet wurde.

## Werke
- Konzert für Orchester op. 38 von Paul Hindemith (1925)
- Konzert für Orchester von Fidelio F. Finke (1932)
- Konzert für Orchester von Walter Piston (1933), teilweise auf Hindemiths Konzert basierend
- Konzert für Orchester op. 61 von Alfredo Casella (1937)
- Konzert für Orchester von Zoltán Kodály (1939–40)
- Konzert für Orchester (Basierend auf Themen der Roten Armee) von Richard Mohaupt (1942–43)
- Konzert für Orchester von Béla Bartók (1943)
- Konzert für Streichorchester von Grażyna Bacewicz (1948)
- String Orchestra von Alan Rawsthorne (1949)
- Konzert für Orchester von Witold Lutosławski (1950–54)
- Konzert für Orchester von Michael Tippett (1962–63)
- Konzert für Orchester von Havergal Brian (1964)
- Konzert für Orchester in einem Satz op. 112 von Siegfried Borris (1964)
- Konzert für Orchester von Robert Gerhard (1965)
- Konzert für Orchester von Thea Musgrave (1967)
- Konzert für Orchester von Elliott Carter (1969)
- Konzert für Orchester mit obligatem Klavier von Ernst Hermann Meyer (1974)
- Konzert für Orchester von Anthony Payne (1974)
- Konzert für Orchester von Roger Sessions (1979–81)
- Konzert für Orchester von Karel Husa (1986)
- 1. Konzert für Orchester von Steven Stucky (1986–87)
- Konzert für Orchester op. 13  von Lutz-Werner Hesse (1986–87)
- Konzert für Orchester von Leonard Bernstein (1989), revidierte Fassung von Jubilee Games für Orchester und Bariton (1986)
- Konzert für Orchester von Joan Tower (1991)
- Konzert für Orchester von Stanisław Skrowaczewski (Uraufführung 1998)
- Boston Concerto von Elliott Carter (2002)
- Konzert für Orchester von Jennifer Higdon (2002)
- Konzert für Orchester von Magnus Lindberg (2003)
- 2. Konzert für Orchester von Steven Stucky (2003)
- Goffredo Petrassi schrieb seit den 1930er Jahren acht Konzerte für Orchester.
- Rodion Schtschedrin schrieb seit den 1960er Jahren fünf Konzerte für Orchester.